# كاتارينا نوتال
كاتارينا نوتال هي مغنية وكاتبة غنائية نرويجية، ولدت في 14 يوليو 1972.

## وصلات خارجية
- الموقع الرسمي
- كاتارينا نوتال على موقع IMDb (الإنجليزية)
- كاتارينا نوتال على موقع ميوزك برينز (الإنجليزية)
- كاتارينا نوتال على موقع ديسكوغز (الإنجليزية)
- كاتارينا نوتال على موقع قاعدة بيانات الفيلم (الإنجليزية)